# Ro-13
Ro-13 (呂号第十三潜水艦) — підводний човен Імперського флоту Японії. До введення у Японії в першій половині 1920-х років нової системи найменування підводних човнів мав назву «Підводний човен № 23» (第二十三潜水艦).
«Підводний човен № 23» став першим у типі Kaichū II, який створили шляхом модифікації Kaichū I (перші серійні підводні човни власне японської розробки). У порівнянні з попереднім типом дещо змінились розміри корабля (він став на два метри довшим та з трохи більшою осадкою, хоча й дещо вужчим), незначно зросла водотоннажність і при тих же двигунах впала максимальна швидкість (на 1,7 вузла у надводному положенні). Водночас завдяки збільшенню запасу палива у 1,5 раза зросла дальність плавання. Зміни у складі озброєння торкнулись лише зовнішніх торпедних апаратів, які перемістили у задню частину корабля та позбавили поворотної турелі.
Будівництво «Підводного човна № 23» провела корабельня ВМФ у Куре. По завершенні корабель класифікували як належний до 2-го класу і з 1 грудня 1920-го включили до складу 14-ї дивізії підводних човнів, яка базувалась на Куре. З 1 грудня 1923-го субмарину перевели до військово-морського округу Йокосука у 3-тю дивізію підводних човнів.
1 листопада 1924-го «Підводний човен № 23»  перейменували на Ro-13.
1 квітня 1932-го Ro-13 виключили зі списків ВМФ, при цьому корпус і далі використовували під позначенням Haisen No. 2.